# Куликово (Шарканський район)
Кулико́во (рос. Куликово) — присілок у складі Шарканського району Удмуртії, Росія.

## Населення
Населення — 4 особи (2010; 6 у 2002).
Національний склад станом на 2002:
- удмурти — 67 %
- росіяни — 33 %